# مبارك البلوشي
مبارك عبد الله كمشاد البلوشي، من مواليد 6 يونيو 1987، لاعب كرة قدم كويتي وهو شقيق لاعب نادي القادسية الكويتي أحمد البلوشي.. لعب مع نادي العربي الكويتي.